# Acaulon uleanum
Acaulon uleanum är en bladmossart som beskrevs av C. Müller 1888. Acaulon uleanum ingår i släktet pygmémossor, och familjen Pottiaceae. Inga underarter finns listade i Catalogue of Life.